# Ana Vidović

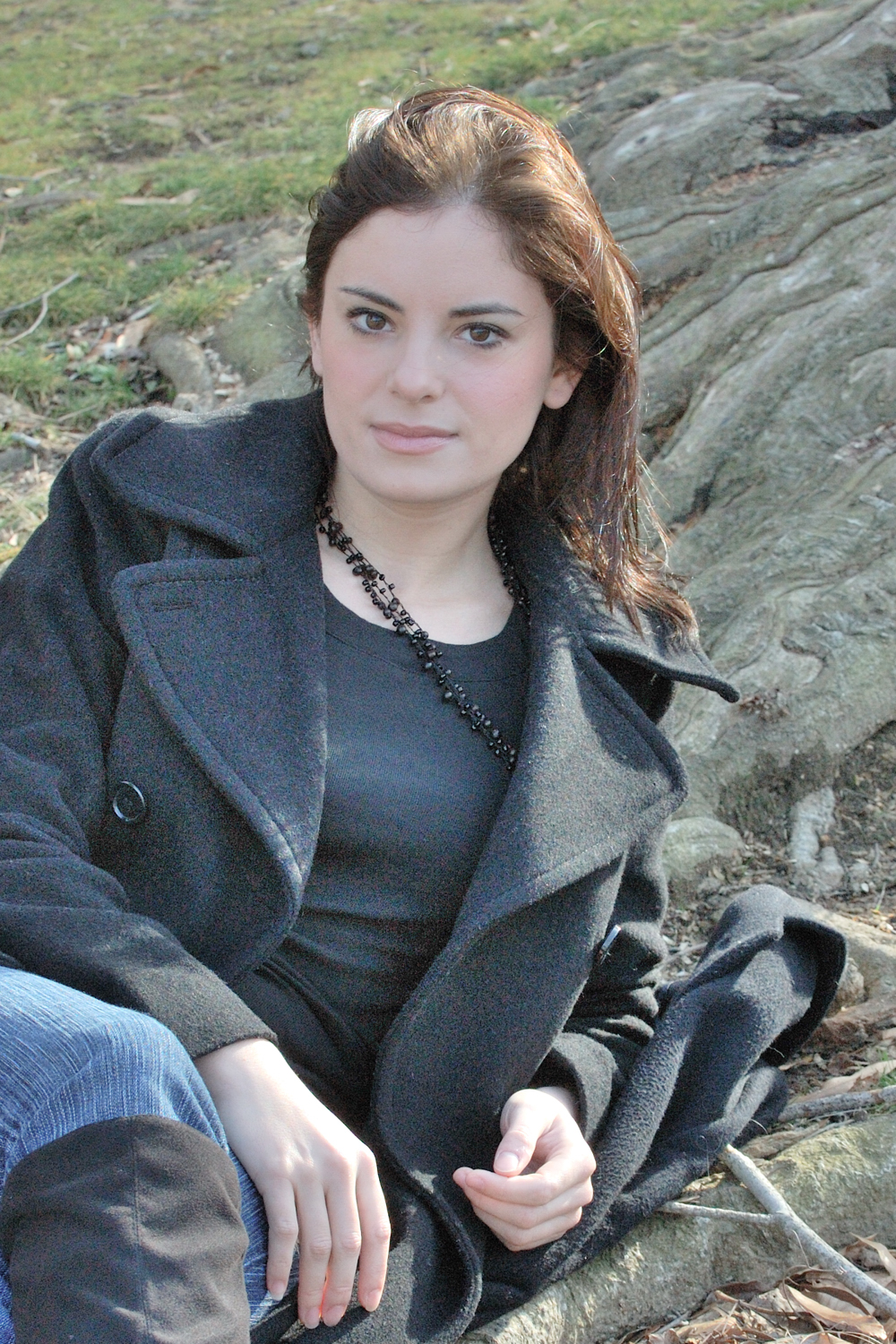
Ana Vidović, Baltimore 2008

Ana Vidović (* 8. November 1980 in Karlovac) ist eine kroatische klassische Gitarristin.

## Leben
Vidović stammt aus einer musikalischen Familie und begann im Alter von 5 Jahren das Gitarrenspiel. Als sie mit 13 Jahren das Studium bei István Römer an der Musikakademie der Universität Zagreb aufnahm, hatte sie bereits internationale Auftritte absolviert. 1998, mit 18 Jahren, beendete sie das Studium in Zagreb und wurde von Manuel Barrueco eingeladen, am Peabody Institute in Baltimore weiter zu studieren. Das Studium schloss sie 2003 im Alter von 23 Jahren ab.
Vidović gewann zahlreiche Gitarrenwettbewerbe, darunter den Albert Augustine International Competition in Bath, den Concorso Internazionale di chitarra "Fernando Sor" in Rom und 1998 den Certamen Internacional de Guitarra Francesc Tàrrega in Benicàssim. Sie tritt weltweit auf und hat nach eigenen Angaben seit 1988 bereits mehr als 1000 öffentliche Auftritte absolviert. 
Ihre ersten Aufnahmen veröffentlichte Vidović 1994. Ein Schwerpunkt der Aufnahmen liegt bei Kompositionen von Johann Sebastian Bach und Federico Moreno Torroba.

## Diskographie
Tonaufnahmen
- Ana Vidović, Croatia Records, 1994
- Ana Vidović – Gitara, Croatia Records, 1996
- Guitar Recital, Naxos Laureate Series, 1998
- The Croatian Prodigy, BGS, 1999
- Ana Vidović Live!, Croatia Records, 2001
- Federico Moreno Torroba Guitar Music Vol. 1, Naxos, 2007

Videoaufnahmen
- Guitar Artistry in Concert, Mel Bay Publications, 2009
- Ana Vidovic – Guitar Virtuoso: A Live Performance and Interview! Mel Bay Prod., 2006
- Ana Vidović – Full Concert · Classical Guitar · Live from St. Mark’s, SF – Omni Foundation, 2021